# Méthamis
Méthamis ist eine französische Gemeinde mit 453 Einwohnern (Stand 1. Januar 2022) im Département Vaucluse in der Region Provence-Alpes-Côte d’Azur.

## Geografie
Das historische Zentrum von Méthamis liegt auf einem kleinen felsigen Berg oberhalb der Nesque am Ausgang der Gorges de la Nesque aus den Monts de Vaucluse südlich des Mont Ventoux. Die Straße D5 von Malemort-du-Comtat in die Hochebene von Sault führt durch den Ort. Das Gemeindegebiet gehört zum Regionalen Naturpark Mont-Ventoux.

## Einwohnerentwicklung
- 1968: 287
- 1975: 282
- 1982: 330
- 1990: 352
- 1999: 397
- 2008: 395

## Kultur und Sehenswürdigkeiten
- Reste der Stadtmauer
- Dorfkirche aus dem 13. Jahrhundert
- Windmühle von 1721